# Gibbaranea gibbosa
Gibbaranea gibbosa là một loài nhện trong họ Araneidae. Chúng được Charles Athanase Walckenaer mô tả khoa học lần đầu vào năm 1802.
Những con cái dài 4–7 mm, con đực dài 4 đến 5 mm. Ở phía trước của bụng là hai chỏm. Bụng có màu xanh lá cây, màu xám hoặc nâu nhạt. Nhện này được tìm thấy trên cây và bụi hồng. Loại này phân bố từ Châu Âu đến Azerbaijan.

## Hình ảnh

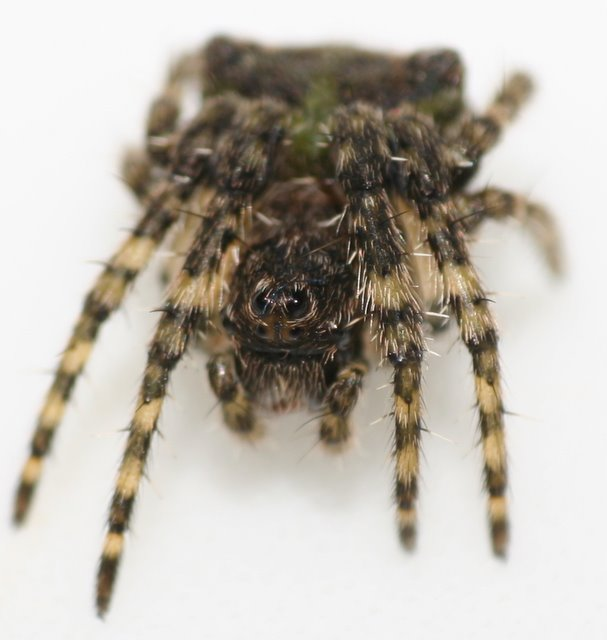
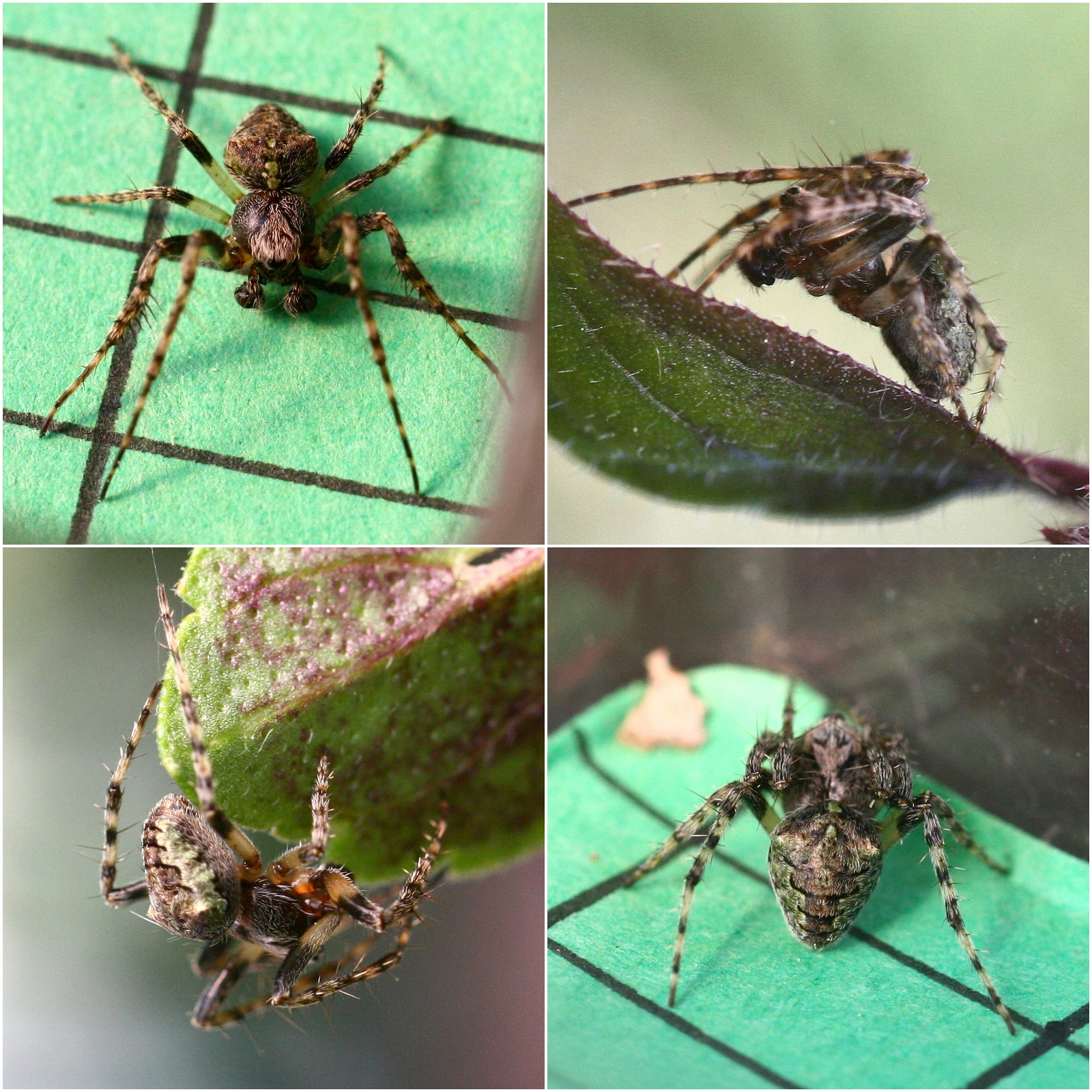